# Cerithium claviforme
Cerithium claviforme is een slakkensoort uit de familie van de Cerithiidae. De wetenschappelijke naam van de soort is voor het eerst geldig gepubliceerd in 1907 door Schepman.